# Nina Philipp
Nina Philipp (* 14. August 1988) ist eine ehemalige deutsche Fußballspielerin.

## Werdegang
Der Mittelfeldspielerin begann ihre Karriere beim TuS 08 Senne I, einem Verein im Süden von Bielefeld. Im Alter von zehn Jahren wechselte sie in die Jugendabteilung von Arminia Bielefeld und rückte später in den Kader der ersten Mannschaft auf, wo sie in der viertklassigen Westfalenliga spielte. Im Jahre 2010 wechselte Philipp  zum FSV Gütersloh 2009 in die 2. Bundesliga Nord. Mit den Gütersloherinnen gelang ihr in der Saison 2011/12 der Aufstieg in die Bundesliga. Ihr erstes Bundesligaspiel absolvierte sie am 9. September 2021 beim 4:0-Sieg gegen den VfL Sindelfingen, wo sie für Kristina Börner eingewechselt wurde. Am Saisonende stieg die Mannschaft als Tabellenletzter wieder ab. Nina Philipp absolvierte insgesamt fünf Bundesligaspiele, in denen sie ohne Torerfolg blieb. Anschließend wechselte sie zum FC St. Pauli in die viertklassige Verbandsliga Hamburg. Drei Jahre später gelang ihr mit ihrer Mannschaft der Aufstieg in die Regionalliga Nord. Im Jahre 2023 beendete sie ihre Karriere.
Nina Philipp studierte Sportwissenschaften.